# Bugatti Tourbillon
El Bugatti Tourbillon es un automóvil superdeportivo híbrido eléctrico enchufable con motor central-trasero de tracción integral, producido por el fabricante francés Bugatti, cuya producción no arrancará sino hasta 2026. Es el sucesor del Chiron. Fue presentado a finales de junio de 2024.
Su nombre deriva de Tourbillon, una estructura balanceada del mecanismo de relojería que se inventó en 1795, usado en relojes de la más alta gama a nivel mundial para hacerlos lo más precisos posibles y que permite contrarrestar los efectos de la gravedad en un reloj.

## Diseño
Por primera vez en la marca tiene una mecánica híbrida de 1800 CV (1775 HP; 1324 kW), siendo un modelo 100 % nuevo y distinto a cualquier otro, combinando al mismo tiempo lo artesanal en vez de lo digital y estandarizado. Es una obra de relojería de lujo como ya lo dice su propio nombre Tourbillon, que hace referencia al complejo mecanismo de los relojes más caros del mundo. Es un modelo que no comparte ni una sola pieza ni con el Chiron, ni con el Rimac Nevera, ni con ningún otro coche del mercado. Todo está hecho desde cero específicamente para este coche, desde su estructura hecha de un compuesto de carbono T800 de última generación y que también permite alojar sus nuevas baterías, apostando por un V16 híbrido y sin turbos, así como su sorprendente interior minimalista.
Bugatti ha permitido hacer un coche más rígido y ligero con 1995 kg (4398 libras), lo cual también se aprecia en un diseño exterior que presenta una evolución del Chiron y el Veyron, que luce mucho más estilizado y varios milímetros más bajo que el Chiron y, al mismo tiempo, hereda rasgos de modelos de edición especial de la marca como el Mistral, con la tradicional parrilla de Bugatti más ancha, como el exclusivo one-off La Voiture Noire, del que hereda parte de su trasera y con un pronunciado difusor trasero notablemente separado del resto de la carrocería.
Otros detalles aerodinámicos como los túneles detrás la cabina, dejan pasar el aire a la zona del motor totalmente al descubierto y que, según Bugatti, permiten que el Tourbillon pueda alcanzar su velocidad máxima sin necesidad de desplegar su alerón retráctil, que aunque lo sigue teniendo, está pensando más en un uso de alerón tradicional para generar carga aerodinámica en las curvas. Sus puertas son de tipo ala de mariposa.
Las rejillas de ventilación situadas bajo los faros ayudan a canalizar el aire hacia las grandes tomas laterales. La parrilla en forma de herradura suministra aire a los radiadores al tiempo que aumenta la carga aerodinámica. El alerón trasero activo puede desplegarse hacia arriba para servir de freno. Todo esto sobre una suspensión multibrazo completamente nueva, que es un 45 % más ligera en comparación con la del Chiron.
Otros cambios están en forma de faros, la fascia, la parrilla central que es considerablemente más ancha, las tomas de aire laterales más estilizadas, nuevos diseños de rines y una parte trasera realmente distinta que luce mucho más futurista.
Los marcos delanteros y traseros exhiben fundición de aluminio de pared delgada de baja presión y refuerzos estructurales impresos en 3D y desarrollados por inteligencia artificial, contribuyendo así a una estructura que es significativamente más ligera y rígida que su predecesor.
La marca francesa afirma que a la hora de crearlo, se inspiraron en detalles de varios de sus modelos icónicos, como el Type 35 o el Type 57SC Atlantic.

## Interior
El interior tiene un nivel de minimalismo, aunque la consola central es más estrecha y los asientos de ambos pasajeros están más cerca gracias a que la transmisión se ha colocado detrás de la cabina. Los controles en forma de dial continúan el estilo de los relojes y una pantalla central digital para el sistema de infoentretenimiento que se puede quitar, aunque estará oculta hasta que se decida desplegarla. También se despliega de forma automática cuando el coche se coloca en reversa, para poder visualizar la cámara. Una vez de regreso en Drive y tras unos segundos, volverá a ocultarse.
Los entendidos en relojería saben que es una pieza mecánica utilizada en relojes de alta calidad para aumentar la precisión, por lo que Bugatti lo ve como una gran obra intemporal de perfección mecánica, algo que se hace evidente cuando se abren las puertas diédricas de accionamiento eléctrico para ver el impresionante interior analógico.
Tres grandes diales fijados al volante muestran todo, desde la velocidad hasta las revoluciones del motor, la cantidad de combustible, la temperatura del motor y mucho más. No hay ninguna pantalla a la vista. Los indicadores fueron diseñados y fabricados por relojeros de Switch y están fijados a la columna de dirección para que no se muevan al girar el volante.
La consola central, se encuentran diversos interruptores de aluminio, diales giratorios y una única palanca de cristal. El propósito de esta configuración es darle un aspecto atemporal, si bien hay una pantalla digital oculta en la parte superior de la consola central, que puede bascular hacia arriba y dar acceso al chofer a Apple CarPlay, entre otras funciones.
Bugatti ha querido romper con su pasado apostando por lo mecánico y lo artesanal con soluciones muy clásicas, inspiradas en la relojería, como se puede ver en su panel de instrumentos que es un 95 % análogo, hecho a base de diales inspirados en un reloj de lujo, así como su volante con el centro fijo. También cuenta con el velocímetro y el tacómetro formando un reloj en el centro con dos agujas y un centro descubierto que permite ver todos los engranajes funcionar. A sus lados otros indicadores también en forma de reloj completan esa experiencia única. Esta instrumentación está creada por una famosa relojería suiza, está compuesto por más de 600 piezas y construido con titanio y piedras preciosas como el zafiro y el rubí. Los asientos están fijados directamente al suelo para que sean lo más ligeros y bajos posibles, mientras que la caja que integra los pedales se puede ajustar eléctricamente hacia adelante o hacia atrás para garantizar una posición de manejo más cómoda.
El único elemento digital es el velocímetro, lo demás se puede ver a través de relojes con muchas transparencias que hasta nos dejan ver cómo trabajan para mover las agujas. Cada uno de estos relojes se coloca sobre la parte central del volante que es fijo. El aro se mueve alrededor del centro y siempre hay una vista libre hacia cualquiera de estos.
La consola central es una mezcla de vidrio de cristal y aluminio, revelando los intrincados mecanismos de los interruptores y la palanca de arranque del motor que alberga. El vidrio se desarrolló en 13 etapas separadas para asegurar que fuera tanto perfectamente claro como extremadamente fuerte y seguro en caso de accidente. Las partes de aluminio de la consola están anodizadas y fresadas a partir de un solo bloque de metal, mientras que los interruptores de aluminio moleteado se sitúan en la parte superior de un mecanismo complejo que es totalmente visible debajo del vidrio de cristal, desarrollado completamente en casa.

## Motorización
En total cuenta con cuatro motores: el V16 de gasolina de 8,3 litros (506,5 plg³) naturalmente aspirado y desarrollado con la ayuda de Cosworth, que por sí solo ya es capaz de desarrollar 1000 CV (986 HP; 736 kW) de potencia y 900 N·m (664 lb·pie) de par máximo, girando hasta las 9000 rpm. Además a pesar de optar por una disposición de cilindros en una V tradicional, en vez de la más compacta W del motor anterior, es apenas 25 cm (9,8 pulgadas) más largo que el W16. Incluye un motor eléctrico desarrollado por Rimac de 340 CV (335 HP; 250 kW) y 240 N·m (177 lb·pie). A este se suman otros dos motores eléctricos en el eje delantero que ayudarán a compensar la falta de turbocompresores, los cuales conjuntamente entregan 680 CV (671 HP; 500 kW) de potencia y un sistema de vectorización de par que lo hace todavía más efectivo que el Chiron. Para alimentar todos estos motores eléctricos cuenta con una batería de 24,8 kWh (89 MJ) y 800 V con los que sería capaz de recorrer en torno a 60 km (37 millas) en modo 100 % eléctrico.
En conjunto el total combinado es de 1800 CV (1775 HP; 1324 kW) de potencia, con los que es capaz de acelerar de 0 a 100 km/h (0 a 62 mph) en 2 segundos, de 0 a 200 km/h (0 a 124 mph) en 5 segundos, de 0 a 300 km/h (0 a 186 mph) en 10 segundos y de 0 a 400 km/h (0 a 249 mph) en 25 segundos. La velocidad máxima está limitada a 380 km/h (236 mph) con su llave normal, pero si se inserta la llamada Speed Key, es capaz de alcanzar los 445 km/h (277 mph), comparado con el Chiron Super Sport que llegó a los 490 km/h (304 mph) para convertirse hasta la fecha en el coche más rápido del mundo.
| Peso del motor                    | 252 kg (556 libras)                                            |
| Alimentación                      | Inyección directa naturalmente aspirado                        |
| Distribución                      | DOHC 4 válvulas por cilindro.                                  |
| Línea roja                        | 9000 rpm                                                       |
| Potencia máxima                   | 1800 CV (1775 HP; 1324 kW) (total combinado)                   |
| Par máximo                        | 3000 N·m (2213 lb·pie) (total combinado)                       |
| Motor eléctrico del eje delantero | Dual de 250 kW (340 CV; 335 HP) @ 24000 rpm PSM                |
| Motor eléctrico del eje trasero   | 250 kW (340 CV; 335 HP) y 240 N·m (177 lb·pie) @ 24000 rpm PSM |